# Алтуфьево (усадьба)
Уса́дьба Алту́фьево — комплекс памятников усадебной архитектуры XVIII—XIX веков на северо-востоке Москвы в районе Лианозово.

## История
Первоначально местность, где сейчас располагается усадьба, называлось Олтуфьево. Предположительно такое название пошло от первых владельцев из московского дворянского рода Олтуфьевых и было изменено только в XIX веке на Алтуфьево. Впервые усадьба документально зафиксирована в писцовых книгах 1585 года. Тогда её владельцем был ключник Хлебного двора Неупокой Дмитриевич Мякишев. Известно, что он имел в своём хозяйстве деревянный двор, в котором жил вместе со слугами.
После Смутного времени от Алтуфьева осталась лишь пустошь, которую в 1623 году получили во владение служилые люди — братья Архип и Иван Фёдоровичи Акинфовы. Так как Архип не имел детей, то после их смерти в конце 1670-х годов усадьбу унаследовал сын Ивана — Никита Акинфов. При нём на месте пустоши появилась благоустроенная усадьба с господским домом. Позже, к 1687 году к усадьбе пристроена церковь Воздвижения Креста Господня. После этого у Алтуфьева появились ещё два названия — Крестное и Воздвиженское.
Никита Акинфов был женат на Аксинье Лопухиной, родственнице царицы Евдокии — первой жены Петра I. В 1699 году царица была насильно пострижена в монахини, вместе с ней под опалу попала её родня. Никита Акинфов сначала был отправлен в тюрьму, но позже пострижен в монахи и отослан в Кирилло-Белозерский монастырь, где принял имя Ионникий. Всё его имущество перешло государю. По милости Петра I Акинфову было разрешено «учинить наследником, кого он хочет». Наследником монах Ионникий сделал своего внука Николая Петровича, чем вызвал недовольство дочери Анны Никитичны и её мужа Григория Дмитриевича Юсупова-Княжева. Это привело к многолетней тяжбе между родственниками. Позже Никита Акинфов пожалел о своём выборе, так как внук оказался скупым, и встал на сторону дочери, но в конце Алтуфьево всё равно закрепилась за внуком.
После смерти Николая усадьба отошла к его сыну Юрию Акинфову, который продал её в 1759 году поручику Ивану Ивановичу Вельяминову. При Вельяминове был реконструирован давно утраченный регулярный парк с двумя прудами, в 1763 году отстроена заново церковь Воздвижения Креста Господня в стиле позднего барокко, которую завершала своеобразная колокольня вместо обычного купола, а в 1767 году был заложен господский дом «в тринадцать покоев» также в барочном стиле.
В 1766 году Алтуфьево приобрел граф Матвей Федорович Апраксин, который в том же году продал усадьбу графине Наталье Федоровне Брюс. Через два года усадьбу купил доктор медицины Андрей Андреевич Риндер, проживший там недолго — он умер через несколько лет от чумы. Позже, в 1786 году за 40 тысяч рублей усадьбу приобрёл князь и генерал Степан Борисович Куракин. Выйдя через три года в отставку, он занялся благоустройством Алтуфьева. При нём усадьба была дополнена новыми каменными и деревянными служебными постройками, пристроен второй деревянный этаж, разбит регулярный сад, а на речке Самотёке (Самотышке) располагались мучная мельница и два жерновых постава. В пруду плавала подсаженная рыба, караси, в речке — щука, караси, окуни, плотва. По дровяному лесу, берёзовому и осиновому, бегали звери — зайцы, лисы, волки. На территории Алтуфьева водились тетерева, куропатки, утки, кулики. Из построек в нынешнем состоянии сохранилась лишь пивоварня, построенная в стиле классицизма. В 1800 году в Алтуфьево насчитывало 20 крестьянских дворов, в которых проживали крестьяне — 141 мужчина и 142 женщины. При Куракине усадьбу посещали поэт-сентименталист Иван Дмитриев, драматург Денис Фонвизин, баснописец Иван Крылов.

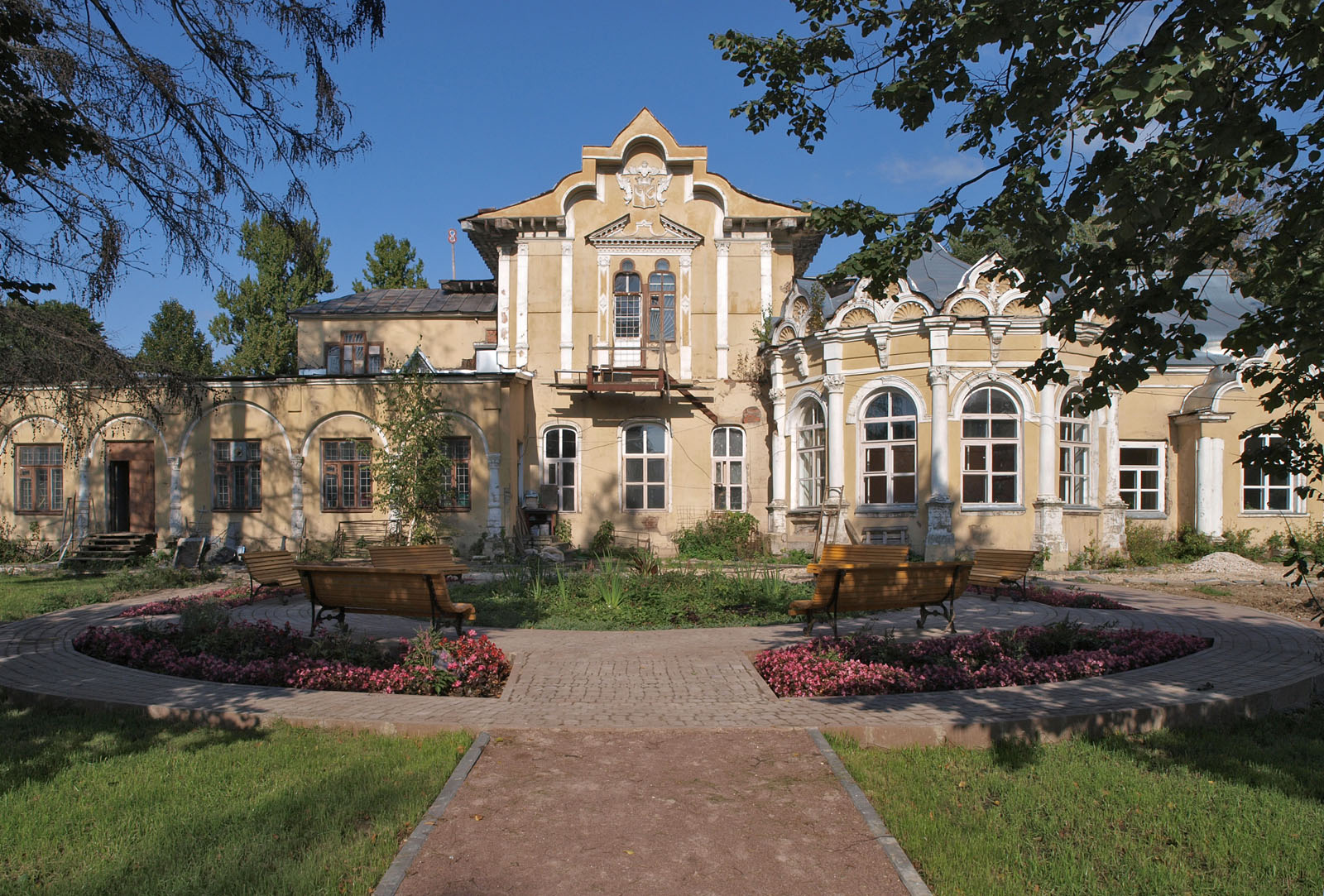
Главный дом усадьбы Алтуфьево

В 1805 году Алтуфьево перешло ко второй жене Степана Борисовича — княгине Екатерине Дмитриевне. При ней во время Отечественной войны 1812 года усадьба была разграблена. Новым владельцем Алтуфьева в 1842 году стал титулярный советник Дмитрий Иванович Приклонский, однако в 1849-м перепродал её действительному статскому советнику Николаю Арсеньевичу Жеребцову. Представления Жеребцова о пути России были схожи со взглядами славянофилов, что отразилось на обустройстве Алтуфьева. При нём господский дом был отделан заново в модном тогда русском стиле, включающем в себя элементы архитектуры допетровского времени. Также в это время в центральной части дома был возведён деревянный мезонин с шатровым бельведером. Южный фасад здания был украшен белокаменными колоннами и особыми килевидными украшениями для окон и входного тамбура. Одно из помещений господского дома было украшено лепным плафоном и барельефами на темы из отечественной истории, возможно, работы самого хозяина, который к тому же был скульптором-любителем. На территории усадьбы находилась конюшня, также заново отстроенная, оранжерея и сад.
После проведения крестьянской реформы Алтуфьево вошло в состав Троицкой волости Московского уезда и было поделено на две части. У Николая Жеребцова остались усадьба и территория, расположенная южнее её, в том числе до сих пор существующий Алтуфьевский (Верхний) пруд. Нижний пруд, который не сохранился, а также все северо-восточные алтуфьевские земли отошли местным крестьянам, получившим статус временнообязанных. По данным переписи 1852 года в селе Алтуфьево числилось 36 крестьянских дворов с 209 жильцами и 15 дворовыми людьми. После смерти Жеребцова усадьба перешла к его жене, а затем была ещё череда владельцев, среди которых бывшая супруга штабс-капитана М. Я. Лачинова и барон Н. Корф.
В 1888 году Алтуфьево купил московский коммерсант и нефтепромышленник Георгий Мартынович Лианозов, который уже через пять лет продал усадьбу и прилегающие к ней земли для строительства дачного посёлка на месте вырубленного леса юго-западнее усадьбы, получившего название Лианозово, и благоустройства общественного парка. На данный момент сохранилось только одно дачное здание, где сейчас располагается музей художника Константина Васильева. Также в честь Лианозова получил своё имя близлежащий район.
С приходом новой хозяйки Татьяны Михайловны Унковской усадьба была преобразована в пансион. Это место пользовалось большой популярностью среди состоятельных москвичей, не имевших собственных дач. Отдыхающие жили на свежем воздухе, играли в лаун-теннис и крокет, катались на лодках, устраивали музыкальные вечера. Татьяна Михайловна особо отмечала в брошюре, выпущенной ею, «обильное и разнообразное» питание в пансионе. При желании можно было выбрать стол с диетической едой в соответствии с заболеванием.
После Октябрьской революции 1917 года в господском доме расположилась больница. Церковь ненадолго закрыли. Служба прерывалась дважды: после революции и во время Великой Отечественной войны. По данным переписи 1926 года в селе насчитывалось 84 дома, в которых проживали 377 человек.
В советское время в усадьбе Алтуфьево находились учреждения ГУЛАГа, а земли принадлежали колхозу «Красная нива». В 1960 году Алтуфьево, ранее находившееся в 8 километрах от столицы, вошло в состав Москвы. Через десять лет после этого, в 1970-х годах началась многоэтажная жилая застройка Алтуфьева и Лианозова. Дачи были снесены, на этом месте находится Лианозовский парк культуры и отдыха, также включающий в себя парк бывшего дачного поселка. Позднее, в 1980—1990 годах в усадебном доме располагалась фабрика Всероссийского общества спасения на водах. А в 1989 году рядом с церковью появилась крестильня. К ней в 1993—1995 годах были пристроены трапезная и колокольня. В таком виде церковь изображена на гербе района Лианозово.

### Здания и памятники
На момент 2017 года усадебный комплекс представлен господским домом, сохранившим оформление 1851 года, отреставрированной церковью Воздвижения Креста Господня 1763 года, пивоварней, конюшней и парком с прудом.
На данный момент все постройки усадьбы переданы церкви для устройства благотворительных учреждений.
Послушники церкви периодически проводят реставрационные работы.
Господский дом сохранил вид, полученный в 1851 году, когда Алтуфьевым владел Николай Жеребцов. В оформлении фасадов использованы элементы, характерные для средневекового русского зодчества, причём как каменного, так и деревянного: кувшинообразные колонки, кокошники и другое. Внутри в одном из помещений есть барельеф на тему отечественной истории. Фронтон дома украшен гербом Жеребцовых. Дом в Алтуфьеве на сегодняшний момент является единственным образцом усадебного господского дома в русском стиле.

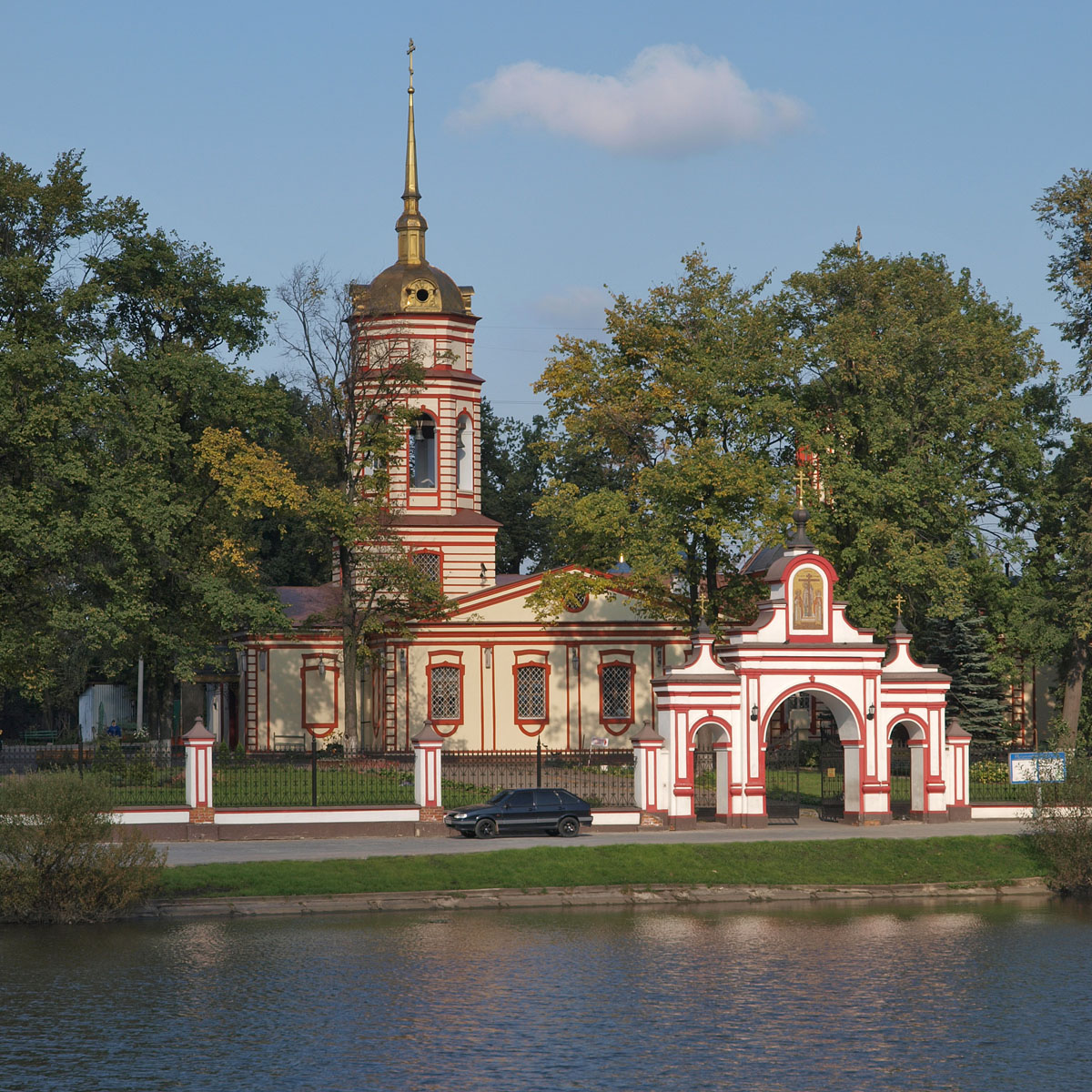
Колокольня Крестовоздвиженской церкви

Церковь Воздвижения Креста Господня, построенная в 1763 году, претерпела значительные изменения. В 1989 году был выстроен двухэтажный причтовый дом с крестильным храмом в честь святых мучениц Веры, Надежды, Любви и Софии. До реконструкции 1993—1995 годов церковь имела круглый основной объём диаметром около 12 метров, а после — площадь церкви увеличилась в 2,5 раза. Также были переделаны барабан на куполе и маковица, заканчивающаяся вызолоченным крестом. На барабане с четырёх сторон были вставлены иконы святителей Московских. В 1992 году пристроена колокольня.
Само здание со скруглёнными углами и выступающими за его пределы ризалитами, один из которых служит алтарём, а остальные — входами. Стены обработаны рустом, филёнками и нишами, наличники окон с гнутыми сандриками; на втором ярусе имитация окон. Фасады и внутренний вид храма украшены мозаичными панно.
Пивоварня — здание небольшого размера, построенное в стиле классицизма в конце XVIII века. В начале XX века, при пансионе, пивоварня использовалась под жильё и описывалась как «небольшой каменный флигель в четыре комнаты». На момент 2016 года здание нуждалось в реконструкции.
Постройки конюшни принадлежат середине XIX века. Сейчас это центральная часть современного одноэтажного хозяйственного здания. К ней в 1993—1995 годах были пристроены трапезная и колокольня. В таком виде церковь изображена на гербе района Лианозово.
Сохранившийся фрагмент парка содержит две взаимно перпендикулярные липовые аллеи. Также в парке произрастают канадские тополя, американские клёны и пенсильванские ясени. В северной части парка сохранился гигантский серебристый клён, который редко можно встретить в городе. Возле крестильни растут несколько больших дубов. Ближе к пруду располагаются остатки бывшего плодового сада — яблони, сливы, малины. На берегу пруда стоит группа берёз, ракит и ветел. Основная планировка усадебного сада состоит из элементов, имеющих регулярные, геометрически правильные очертания. Насаждения, кроме деревьев, оформляющих аллеи, скомпонованы в свободные группы у дома и в небольшие массивы вдоль берегов и вдоль восточной границы усадьбы.
Алтуфьевский пруд (бывший Верхний) до сих пор остаётся проточным. В него со стороны МКАД, с северо-запада, впадают три маленькие речки, а вытекает из него речка Самотёка, направляющаяся к Лианозовскому питомнику.

### Планировка нового парка
По проекту планировки, утверждённому постановлением мэра Москвы Сергея Собянина, долину реки Чермянки с усадьбой Алтуфьево и парк у посёлка имени Ларина планируется объединить, в результате чего должен появиться новый парк.
Для создания новой территории для отдыха из состава парка у посёлка имени Ларина и долины реки Чермянки с усадьбой Алтуфьево планируется выделить территории общей площадью 2,56 гектара, которые образуют объект природного комплекса № 31а «Долина реки Чермянки». Также в постановлении отмечается, что из объекта природного комплекса № 31 «Долина реки Чермянки с усадьбой Алтуфьево» будут исключены участки территории площадью 1,12 гектара и включен участок площадью 0,08 гектара.

## География
Усадьба находится в районе Лианозово к юго-западу от пересечения МКАД и Алтуфьевского шоссе, в парке площадью 10,3 гектар на берегу Алтуфьевского пруда по адресу Алтуфьевское шоссе, владения 147—149.
Рельеф Алтуфьева и его окрестностей во многом зависит от его принадлежности к Смоленско-Московской возвышенности. Севернее Москвы проходит вытянутый «отрог» этой возвышенности — Клинско-Дмитровская гряда.
Алтуфьево находится на южном пологом склоне этой гряды, где наибольшие высоты холмов составляют примерно 170—180 метров. Так как не достигается нужная для определения возвышенности отметка в 200 метров, формально её таковой считать нельзя.
В понижении, на берегу Алтуфьевского пруда, на высоте 160 метров над уровнем моря, и находится усадьба.